# Slavische volkeren

Landen waar West-Slavische talen worden gesproken.
Landen waar Oost-Slavische talen worden gesproken.
Landen waar Zuid-Slavische talen worden gesproken.

De Slavische volkeren omvatten de Indo-Europese volken die een taal uit de Slavische taalfamilie spreken en worden aan de hand van de onderverdeling van deze taalfamilie onderscheiden in Oost-, West- en Zuid-Slaven.

## Oorsprong
Hun oorsprong als afzonderlijk volk moet omstreeks het 2e millennium v.Chr. zijn geweest toen ook de Kelten, Germanen en andere Indo-Europese volkeren zich gingen profileren. Tot aan het begin van de jaartelling hielden de Slaven zich op in Oost-Polen, Wit-Rusland en westelijk Oekraïne rond de Pripjatmoerassen. Ze leefden voornamelijk in de uitgestrekte wouden in deze streek en in de Slavische mythologie kan men hier nog sporen van terugvinden.

## Verspreiding van de Slavische volkeren

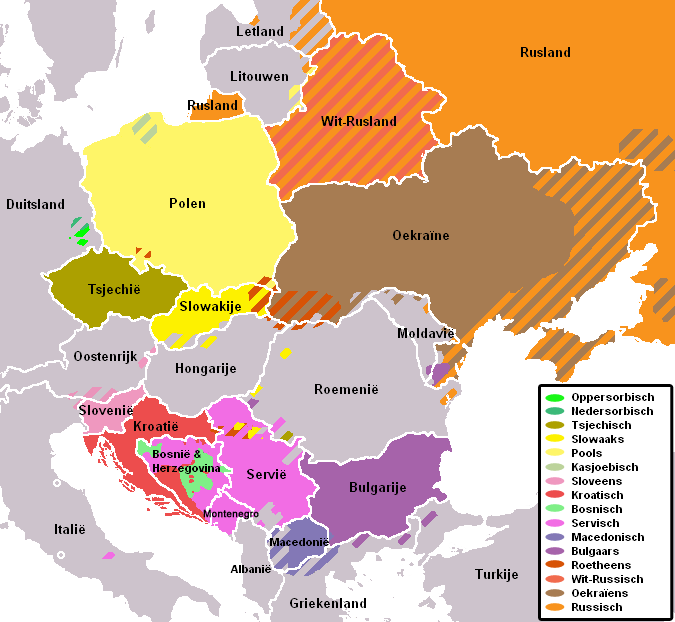
Kaart van Slavische talen in Europa

Na de Grote Volksverhuizing gingen ook de Slaven zich verspreiden over Centraal-, Oost- en Zuidoost-Europa, waarbij ze zich verdeelden in drie hoofdgroepen:

### Oostelijke Slaven
Deze trokken richting Oost-Europa
- Russen
- Oekraïners
- Wit-Russen

### Westelijke Slaven
Deze vestigden zich vanaf omstreeks de 6e eeuw in Midden-Europa waar ze de ruimte opvulden die de naar West-Europa getrokken Germanen hadden achtergelaten.
- Polen en Kasjoeben
- Tsjechen
- Slowaken
- Sorben
- Roethenen (Karpatië)
- Lemken
- Hoetsoelen

In de vroege middeleeuwen na de volksverhuizingen leefden er dus Slaven in Centraal-Europa (Duitsland, Polen, Tsjechië), maar de Duitse kolonisatie na het jaar 1000 en de sterker wordende invloed van de Rooms-Katholieke Kerk in de late middeleeuwen dreef hen weer gedeeltelijk oostwaarts. Na de Tweede Wereldoorlog werd Midden-Europa (met name Sudetenland en het deel van Pruisen dat heden in Polen ligt) "gezuiverd" van Duitsers, en trokken vele Polen en Tsjechen weer westwaarts. Daarnaast leven nog altijd enkele Slavischsprekende minderheden in Duitsland (Sorben), alsmede in de (niet-Slavische) landen Hongarije, Moldavië, Roemenië en de Baltische Staten. In de Duitstalige gebieden worden de Slaven ook wel Wenden genoemd.

### Zuidelijke Slaven
Deze trokken naar de Balkan
- Slovenen
- Kroaten
- Bosniakken
- Serviërs
- Gorani
- Montenegrijnen
- Macedoniërs
- Bulgaren (incl. Pomaken)

In de vroege en hoge middeleeuwen hadden de Zuidelijke Slaven te maken met het Byzantijnse Rijk en werden hier gedeeltelijk door veroverd. Door toedoen van deze onderwerping maar ook door vreedzame handelscontacten en missionering werd de Byzantijnse oosters-orthodoxe kerk verspreid onder de Zuid-Slaven (en later ook onder de verder naar het oosten wonende oostelijke Slaven). Na de val van Constantinopel maakten ze deel uit van het Ottomaanse Rijk, wat tot op heden aan talloze culturele invloeden te zien is. Sinds die tijd zijn bijvoorbeeld de Slavische Bosniakken moslim.
Na de Eerste Wereldoorlog werd het gebied waar deze volken wonen ook onder één naam tot land gedoopt, namelijk Joegoslavië, wat ook Zuid-Slavië betekent. De Bulgaren deden hier niet aan mee. De Zuidelijke Slaven verschillen opmerkelijk genoeg redelijk wat ten opzichte van de andere Slavische volkeren (met name de ex-Joegoslavische landen). Qua uiterlijk gaat men er bij de Slavische bevolking uit van blauwe ogen en redelijk blond tot donkerblond haar. Een groot deel van de Zuidelijke Slaven voldoet niet aan deze kenmerken. Dit fenomeen is wellicht te verklaren door de assimilatie van andere volkeren onder de Slaven (Kelten, Romeinen, Grieken, Goten, Turken en Illyriërs).

## Taal en religie
Russisch is de meest bekende taal in de regio, als tweede taal heeft het wel veel sprekers verloren aan Engels en Duits, dat er na de val van het communisme steeds belangrijker werd. De meeste mensen zijn er orthodox, maar bijvoorbeeld de Polen en Kroaten zijn in meerderheid rooms-katholiek. De Bosniakken behoren met onder meer de Gorani en Pomaken tot de Slavische moslims.

## Invloeden
De Slavische cultuur heeft ook in meer en mindere invloed op de niet-Slavische culturen in Midden- en Zuidoost-Europa, zoals de Duitse, Hongaarse, Roemeense, Albanese en Noord-Griekse cultuur. Samen valt te spreken over een Midden-Europese of een Balkancultuur. De wederzijdse invloed strekt zich vooral uit op culinair gebied.
In Dalmatië en Istrië is er juist meer invloed van de Romaanse cultuur.
Voor de Tweede Wereldoorlog leefden er zo'n vier miljoen Joden in Slavisch Europa. Door de Holocaust en emigratie naar vooral Israël en de Verenigde Staten is hun aantal sterk gereduceerd. De invloed van de Joodse cultuur, meer bepaald de Jiddische cultuur, op sommige aspecten van de Slavische cultuur valt echter nog steeds te merken. Andersom is dit ook het geval.